# Droga wojewódzka 280
Die Droga wojewódzka 280 (DW 280) ist eine 19 Kilometer lange Droga wojewódzka (Woiwodschaftsstraße) in der polnischen Woiwodschaft Lebus, die Zielona Góra mit Czerwieńsk und Brody verbindet. Bei Brodach gibt es eine Fähre über die Oder. Die Strecke liegt in der kreisfreien Stadt Zielona Góra und im Powiat Zielonogórski.

## Streckenverlauf
Woiwodschaft Lebus, Kreisfreie Stadt Zielona Góra
-  Zielona Góra (Grünberg in Schlesien) (S 3, DK 27, DK 32, DW 281, DW 282, DW 283)
- Przylep (Schertendorf)

Woiwodschaft Lebus, Powiat Zielonogórski
- Płoty (Plothow)
-  Czerwieńsk (Rothenburg an der Oder) (DW 279)
-  Brody (Groß Blumberg) (DW 278)